# Liste der Sprachen in Gambia
Dieser Artikel nennt die verbreiteten Sprachen in Gambia neben der Amtssprache Englisch und den Fremdsprachen Französisch und Arabisch.

## Genealogische Liste
Niger-Kongo-Sprachen
- Atlantische Sprachen
  - Nordatlantische Sprachen
    - Senegambische Sprachen
      - Serer, Fulfulde, Wolof

    - Bak
      - Diola, Mandjak
- Mande-Sprachen
  - Zentral-Mande-Sprachen
    - Manding
      - Bambara, Mandinka, Malinke

  - Nordwest-Mande-Sprachen
    - Soninke

Kreolsprachen
- Englisch-basierte Kreolsprachen
  - Krio
    - Aku

## Liste nach Sprecherzahl
Die nachfolgende Liste ist absteigend sortiert nach der Sprecherzahl der Sprachen in Gambia (Gesamtbevölkerung 2006: 1.641.564).
| Sprache  | Sprecherzahl | Stand |
| -------- | ------------ | ----- |
| Mandinka | 453.500      | 2002  |
| Fulfulde | 262.550      | 2002  |
| Wolof    | 165.000      | 2002  |
| Soninke  | 66.175       | 2002  |
| Diola    | 59.650       | 2002  |
| Serer    | 28.360       | 2002  |
| Mandjak  | 19.250       | 2002  |
| Malinke  | 12.600       | 2004  |